# Gyronde
La Gyronde est une rivière française des Hautes-Alpes, en région Provence-Alpes-Côte d'Azur, sous-affluent du Rhône par la Durance.

## Géographie
La Gyronde est une rivière torrentielle du sud-est de la France. Formée par la réunion du Gyr et de l'Onde à Vallouise qui prennent leurs sources dans les glaciers du massif des Écrins, elle se jette dans la Durance à L'Argentière-la-Bessée.
La longueur de son cours d'eau est de 22,7 km,.

### Toponymie
La Gyronde s'appelle aussi torrent la gyronde, torrent le gyr, torrent d'ailefroide, torrent de saint-pierre, torrent du glacier blanc.

### Communes et cantons traversés
Dans le seul département des Hautes-Alpes, la Gyronde traverse les quatre communes suivantes, de l'amont vers l'aval, de Pelvoux (source), Vallouise, Les Vigneaux, L'Argentière-la-Bessée (confluence).
Soit en termes de cantons, la Gyronde prend source et conflue dans le même canton de L'Argentière-la-Bessée, dans l'arrondissement de Briançon.

### Bassin versant
La Gyronde traverse une seule zone hydrographique « La Gyronde » (X012) de 239 km2 de superficie. Ce bassin versant est constitué à 96,49 % de « forêts et milieux semi-naturels », à 3,06 % de « territoires agricoles », à 96,49 % de « territoires artificialisés ».

### Organisme gestionnaire
L'organisme gestionnaire est l'EPTB SMAVD ou syndicat mixte d'Aménagement de la vallée de la Durance.

## Affluents
La Gyronde a dix-huit affluents référencés :
- le torrent du Glacier Noir,
- le torrent de la Momie,
- le torrent du Chalazet,
- le torrent de Celse Nière, avec deux affluents :
  - le torrent du clos de l'Homme,
  - le torrent de Clapouse,
- Le Rif du Fraysse,
- le Riou Garnier,
- le torrent de L'Eychaude, avec un affluent :
  - le ravin de la Sastrière,
- le torrent de Mardanel,
- le Riou de l'Alp, avec un affluent,
- le Béal Morin,
- le torrent de la Juliane,
- le Rif Paulin, avec un affluent,
  - le ruisseau de Jacet,
- l'Onde ou torrent des bans, ou torrent du Sellar (rd), 13 km, sur la seule commune de Vallouise, avec neuf affluents et de rang de Strahler trois.
- le rif du Puy,
- le riou des Eyssalarettes, avec un affluent :
  - le ruisseau des Alberts,
- le ruisseau de la Champarie,
- le ruisseau de Grand Parcher,
- le torrent de Rif Cros, avec un affluent :
  - le torrent du Milieu,
- le torrent de la Sébayrare,

### Rang de Strahler
Donc[pourquoi ?] son rang de Strahler est de quatre.

## Aménagements et écologie
La Gyronde a deux parcours en eaux vives connus